# Andrenosoma heros
Andrenosoma heros là một loài ruồi trong họ Asilidae. Andrenosoma heros được Bromley miêu tả năm 1931. Loài này phân bố ở vùng Tân nhiệt đới.